# Président pro tempore de l'Union des nations sud-américaines
Le président pro tempore de l'Union des nations sud-américaines est le poste situé à la tête et représentant l'Union des nations sud-américaines (UNASUR).
Lors des réunions internationales, les déclarations et opinions concertées de l'organisme supranational sont présentées par le président pro tempore. Le bureau est exercé pour une période d'une année sur une base du tempore du professionnel par un des chefs d'État de chaque État membre de l'UNASUR, la succession suivant l'ordre alphabétique.
La première personne à avoir occupé cette place est la présidente de la République du Chili, Michelle Bachelet, du 23 mai 2008 au 10 août 2009. La fonction est vacante depuis 2019.

## Attributions
Les attributions du président pro tempore sont :  
- organiser, inviter les membres et présider les réunions de l'UNASUR ;
- présenter au conseil des ministres des Affaires étrangères le plan annuel d'activités de l'UNASUR et l'ordre du jour des réunions, en coordination avec le secrétaire général ;
- représenter l'UNASUR dans les réunions internationales, avec l'approbation des États membres ;
- signer les déclarations et les accords avec d'autres États ou organisations, après approbation des institutions afférentes de l'UNASUR.

Aussi, la présidence pro tempore assume l'adresse des huit conseils exécutifs de l'UNASUR :
- le Conseil sud-américain à la Santé, CSS (Uruguay) ;
- le Conseil sud-américain au Développement social, CSDS (Guyane) ;
- le Conseil sud-américain à l'Infrastructure et au Plan, COSIPLAN (Brésil) ;
- le Conseil sud-américain à l'Éducation, la Culture, la Science, la Technologie et l'Innovation, COSECCTI (Équateur) ;
- le Conseil sud-américain sur le Problème du monde des drogues (Bolivie) ;
- le Conseil sud-américain à la Défense, CDS (Pérou) ;
- le Conseil sud-américain à l'Économie et aux Finances, CSEF (Argentine) ;
- le Conseil sud-américain à l'Énergie (Venezuela).

## Liste des présidentspro temporede l'UNASUR
1. Michelle Bachelet : 23 mai 2008 – 10 août 2009
2. Rafael Correa : 10 août 2009 – 26 novembre 2010
3. Bharrat Jagdeo : 26 novembre 2010 – 29 octobre 2011
4. Fernando Lugo : 29 octobre 2011 – 22 juin 2012
5. Ollanta Humala : 29 juin 2012 – 30 août 2013
6. Desi Bouterse : 30 août 2013 – 4 décembre 2014
7. José Mujica : 4 décembre 2014 – 1er mars 2015
8. Tabaré Vázquez : 1er mars 2015 – 23 avril 2016
9. Nicolás Maduro : 23 avril 2016 – 21 avril 2017
10. Mauricio Macri : 21 avril 2017 – 17 avril 2018
11. Evo Morales : 17 avril 2018 – 16 avril 2019